# Txebarkul
Txebarkul - Чебаркуль (rus) - és una ciutat de l'óblast de Txeliàbinsk, a Rússia. Es troba a la vora del llac Txebarkul, a 78 km a l'oest de Txeliàbinsk.

## Història
El 1736 s'hi fundà una fortalesa entre les terres russes i baixkires. El seu nom, d'origen turquès (tàtar o baixkir) significa «llac bonic». Es desenvolupà de seguida i esdevingué una stanitsa cosaca. La vila rebé l'estatus de ciutat finalment el 25 d'octubre de 1951.